# Botha-Buthe
Botha-Buthe (sau Butha-Buthe)  este un oraș  în  partea de nord a  statului Lesotho, pe râul Hlotse. Este reședința districtului  Botha-Buthe. 
Numele localității care se traduce prin loc de întins pe jos, derivă din toponimia muntelui care domină orașul. Până în 1824 a fost fortăreața regelui Moshoeshoe. În 1884 administrația colonială fondează orașul modern, pentru a facilita colectarea de taxe.